# Grand Prix Australii na żużlu
Grand Prix Australii w sporcie żużlowym to zawody z cyklu żużlowego Grand Prix.
Do tej pory Grand Prix Australii odbyło się czterokrotnie. W 2002 była 10. (ostatnią) eliminacją. Od tego sezonu zawody Grand Prix składały się z 25 biegów - system ten obowiązywał przez trzy sezony. W turnieju wystąpiło 24 zawodników: z "dziki kartami" wystąpili Jason Lyons i Mick Poole. Australia okazała się pechowa dla Mikaela Karlssona. W biegu półfinałowym Lukáš Dryml spowodował jego upadek i z podejrzeniami wstrząsu mózgu został odwieziony do szpitala.
Kolejne edycje Grand Prix Australii odbyły się w sezonach 2015–2017. Zaplanowane były również w latach 2018–2019, jednak finalnie nie odbyły się. Kolejne podejście do rundy w Australii, tym razem jako GP Oceanii, miało miejsce w roku 2022, jednak ponownie turniej nie doszedł do skutku.

## Podium
| Lp.       | Sezon | Miejscowość | Stadion | Szczegóły |              |                        |                  |
| --------- | ----- | ----------- | ------- | --------- | ------------ | ---------------------- | ---------------- |
| 1. (52.)  | 2002  | Sydney      | Telstra | wyniki    | Greg Hancock | Scott Nicholls         | Jason Crump      |
| 2. (192.) | 2015  | Melbourne   | Etihad  | wyniki    | Greg Hancock | Niels Kristian Iversen | Maciej Janowski  |
| 3. (203.) | 2016  | Melbourne   | Etihad  | wyniki    | Chris Holder | Tai Woffinden          | Bartosz Zmarzlik |
| 4. (215.) | 2017  | Melbourne   | Etihad  | wyniki    | Jason Doyle  | Tai Woffinden          | Bartosz Zmarzlik |

## Najwięcej razy w finale Grand Prix Australii
| Miejsce | Imię i nazwisko        | 1. miejsce | 2. miejsce | 3. miejsce | 4. miejsce | Razem |
| ------- | ---------------------- | ---------- | ---------- | ---------- | ---------- | ----- |
| 1.      | Greg Hancock           | 2          | 0          | 0          | 0          | 2     |
| 2.      | Jason Doyle            | 1          | 0          | 0          | 1          | 2     |
| 3.      | Chris Holder           | 1          | 0          | 0          | 0          | 1     |
| 4.      | Tai Woffinden          | 0          | 2          | 0          | 0          | 2     |
| 5.      | Scott Nicholls         | 0          | 1          | 0          | 0          | 1     |
| 5.      | Niels Kristian Iversen | 0          | 1          | 0          | 0          | 1     |
| 7.      | Bartosz Zmarzlik       | 0          | 0          | 2          | 0          | 2     |
| 8.      | Jason Crump            | 0          | 0          | 1          | 0          | 1     |
| 8.      | Maciej Janowski        | 0          | 0          | 1          | 0          | 1     |
| 10.     | Rune Holta             | 0          | 0          | 0          | 1          | 1     |
| 10.     | Antonio Lindbäck       | 0          | 0          | 0          | 1          | 1     |
| 10.     | Patryk Dudek           | 0          | 0          | 0          | 1          | 1     |